# Bilancio di collegamento
In telecomunicazioni il termine bilancio di collegamento (in inglese link budget) indica una relazione formale che stabilisce il bilancio di potenza di un sistema di telecomunicazione tra la potenza ricevuta dal ricevitore in funzione di quella emessa dall'apparato trasmittente e che include tutti i fattori di amplificazione e dissipativi lungo il canale di comunicazione. 

## Formalizzazione
La sua espressione generale è: 
{\displaystyle \ P_{r}={{P_{t}G} \over {A(r)}}}
dove {\displaystyle P_{r}} è la potenza in ricezione, {\displaystyle P_{t}} la potenza in trasmissione, G il guadagno dovuto ad eventuali amplificazioni del segnale a monte e/o a valle della trasmissione sul canale, A(r) = f(r) l'attenuazione in funzione della distanza r che il segnale subisce nel transito sul canale e/o dovuta ad altri fattori di dissipazione di potenza come disturbi fisici sul collegamento.
Si enuncia dunque dicendo che la potenza ricevuta è uguale alla potenza emessa a meno di un fattore al numeratore che include tutti i guadagni e un fattore al denominatore che include tutte le attenuazioni e la dipendenza dalla distanza r. 

### Formulazioni a seconda del tipo di canale
Tale bilancio assume forme matematiche diverse, ma concettualmente equivalenti ovvero riconducibili all'espressione generale a seconda del tipo di trasmissione su canale.
Nel caso di comunicazione su mezzo trasmissivo cablato la relazione è quella sopraesposta dove {\displaystyle A(r)=\exp(kr)} dove k è l'attenuazione specifica del mezzo trasmissivo cablato.
Nel caso di comunicazione su mezzo radio ovvero radiocomunicazione (bilancio di radiocollegamento) esso diventa:
{\displaystyle \ P_{r}={{P_{t}G_{1}G_{2}} \over {A}}\cdot {\Bigg [}{\lambda  \over {(4\pi R)}}{\Bigg ]}^{2}}
dove G1 e G2 rappresentano i guadagni d'antenna (in trasmissione e in ricezione), il termine {\displaystyle 4\pi R^{2}} rappresenta l'attenuazione isotropica dello spazio libero mentre A rappresenta l'attenuazione del mezzo radio reale (tipicamente l'atmosfera) tipicamente anch'essa con andamento esponenziale lungo il percorso di lunghezza r e con costante di attenuazione specifica k, {\displaystyle \lambda } la lunghezza d'onda della sorgente.
In ogni caso il bilancio può essere scritto in forma logaritmica ovvero in decibel e sfruttando le proprietà dei logaritmi può essere espresso in termini di somme e sottrazioni con relativi termini espressi appunto in dB.

## Utilizzo
Il bilancio di collegamento è comunemente utilizzato per dimensionare la potenza in trasmissione di un collegamento ricetrasmittivo una volta nota la potenza minima ricevibile, la lunghezza r del collegamento sul canale, i guadagni/amplificazioni e tutte le attenuazioni. Non dice nulla invece sulla fedeltà o meno del segnale ricevuto ovvero su possibili distorsioni da parte del canale.